# Football aux Jeux des îles de l'océan Indien 1990
Navigation
Édition précédente Édition suivante
Le football aux Jeux des îles de l'océan Indien 1990 est une des 14 épreuves des Jeux des îles de l'océan Indien, se déroulant à Madagascar. L'épreuve se dispute du 21 au 30 août et voit le pays hôte remporter la compétition.

## Phase de groupes

### Groupe 1
| Équipe     | Pts | J | N | N | D | Bp | Bc | Diff |
| ---------- | --- | - | - | - | - | -- | -- | ---- |
| Madagascar | 3   | 2 | 1 | 1 | 0 | 1  | 0  | +1   |
| Comores    | 2   | 2 | 1 | 0 | 1 | 1  | 1  | 0    |
| La Réunion | 1   | 2 | 0 | 1 | 1 | 0  | 1  | −1   |

21 août 1990
| Madagascar | 1–0 | Comores |

23 août 1990
| La Réunion | 0–1 | Comores |

25 août 1990
| Madagascar | 0–0 | La Réunion |

### Groupe 2
| Équipe     | Pts | J | V | N | D | BP | BC | Diff |
| ---------- | --- | - | - | - | - | -- | -- | ---- |
| Maurice    | 2   | 1 | 1 | 0 | 0 | 2  | 0  | +2   |
| Seychelles | 0   | 1 | 0 | 0 | 1 | 0  | 2  | −2   |

25 août 1990
| Maurice | 2–0 | Seychelles |

## Phase finale

### Demi-finales
27 août 1990
| Maurice | 4–0 | Comores |

| Madagascar | 6–0 | Seychelles |

### Match pour la troisième place
29 août 1990
| Seychelles | 3–1 | Comores |

### Finale
30 août 1990
| Madagascar | 5–1 | Maurice |

## Source
- (en) Karel Stokkermans, « Jeux des Iles de l'Océan Indien », sur rsssf.com, 25 août 2011 (consulté le 16 décembre 2013)

- Cet article est partiellement ou en totalité issu de l'article intitulé « Jeux des îles de l'océan Indien 1990 » (voir la liste des auteurs).